# Bleecker Street
Bleecker Street é uma importante rua leste-oeste localizada em Manhattan, Nova York. A rua conecta um bairro popular por seus locais serem ligados à música e comédia, mas que já foi um grande centro da boemia americana. A rua recebeu o nome de família de Anthony Lispenard Bleecker, um banqueiro, pai de Anthony Bleecker, escritor do século XIX, por cuja fazenda familiar a rua funcionava.
Bleecker Street conecta o Abingdon Square Park (a interseção da Oitava Avenida com a Hudson Street, no West Village) até a Bowery e o East Village.

## História
A rua Bleecker recebeu o nome da família Bleecker porque a rua passava pela fazenda da família. Em 1808, Anthony Lispenard Bleecker e sua esposa entregaram à cidade a maior parte da terra onde fica a rua Bleecker.
Originalmente, a Bleecker Street se estendia desde a Bowery até a Broadway, ao longo do lado norte da fazenda Bleecker, mais a oeste da Sexta Avenida. Em 1829, juntou-se à Herring Street, estendendo a Bleecker Street a noroeste até o Abingdon Square Park.

### LeRoy Place
LeRoy Place é o antigo nome de um quarteirão da Bleecker Street entre as ruas Mercer e Greene. Foi aqui que as primeiras "residências aladas" palacianas foram construídas. O efeito foi alcançado, tornando as casas centrais mais altas e mais próximas da rua, enquanto as outras casas do lado eram recuadas. Os edifícios centrais também tinham entradas maiores e elevadas e projeções de teto em forma de lanterna. As casas foram construídas por Isaac A. Pearson, nos dois lados da Bleecker Street. Para diferenciar seu projeto do resto da área, Pearson convenceu a cidade a renomear esse quarteirão, em homenagem ao proeminente comerciante internacional Jacob LeRoy.

## Lugares notáveis

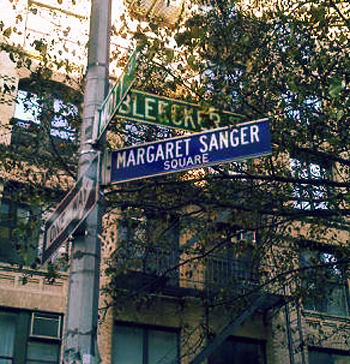
Margaret Sanger Square, no cruzamento da Mott com a Bleecker Street.

### Marcos
- Bayard–Condict Building
- Bleecker Street Cinema (fechado em 1991)
- Igreja Our Lady of Pompeii
- Washington Square Park

### Restaurantes
- John's of Bleecker Street, pizzaria inaugurada em 1929

## Residentes notáveis
- James Agee
- John Belushi
- Robert De Niro
- Alicia Keys

## Na cultura popular
- No episódio de Friends, "Aquele em que Chandler não pode chorar", é mencionada uma loja de vídeos para adultos "na Bleecker".[4]

## Galeria de imagens

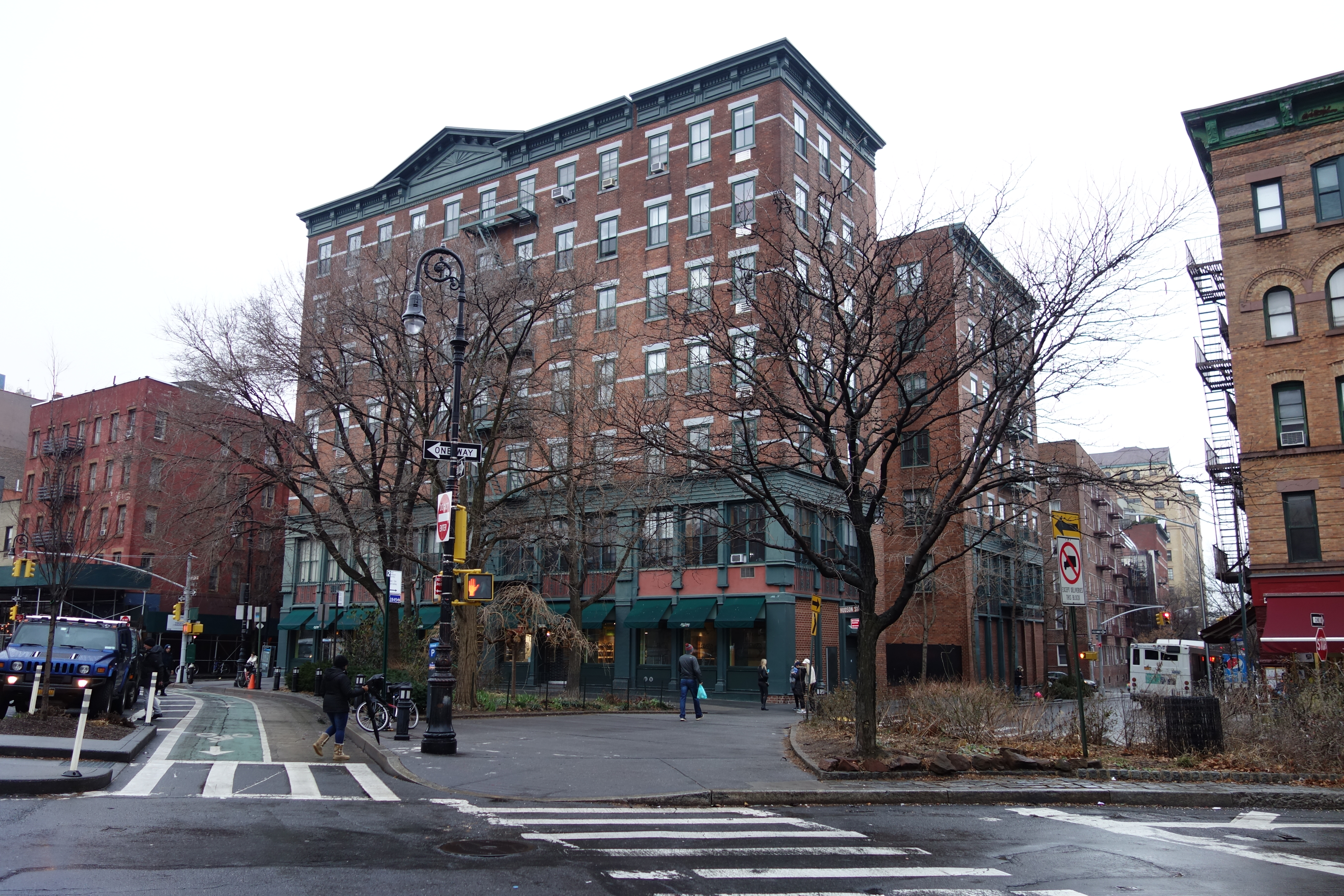
Arthur W. Strickler Triangle
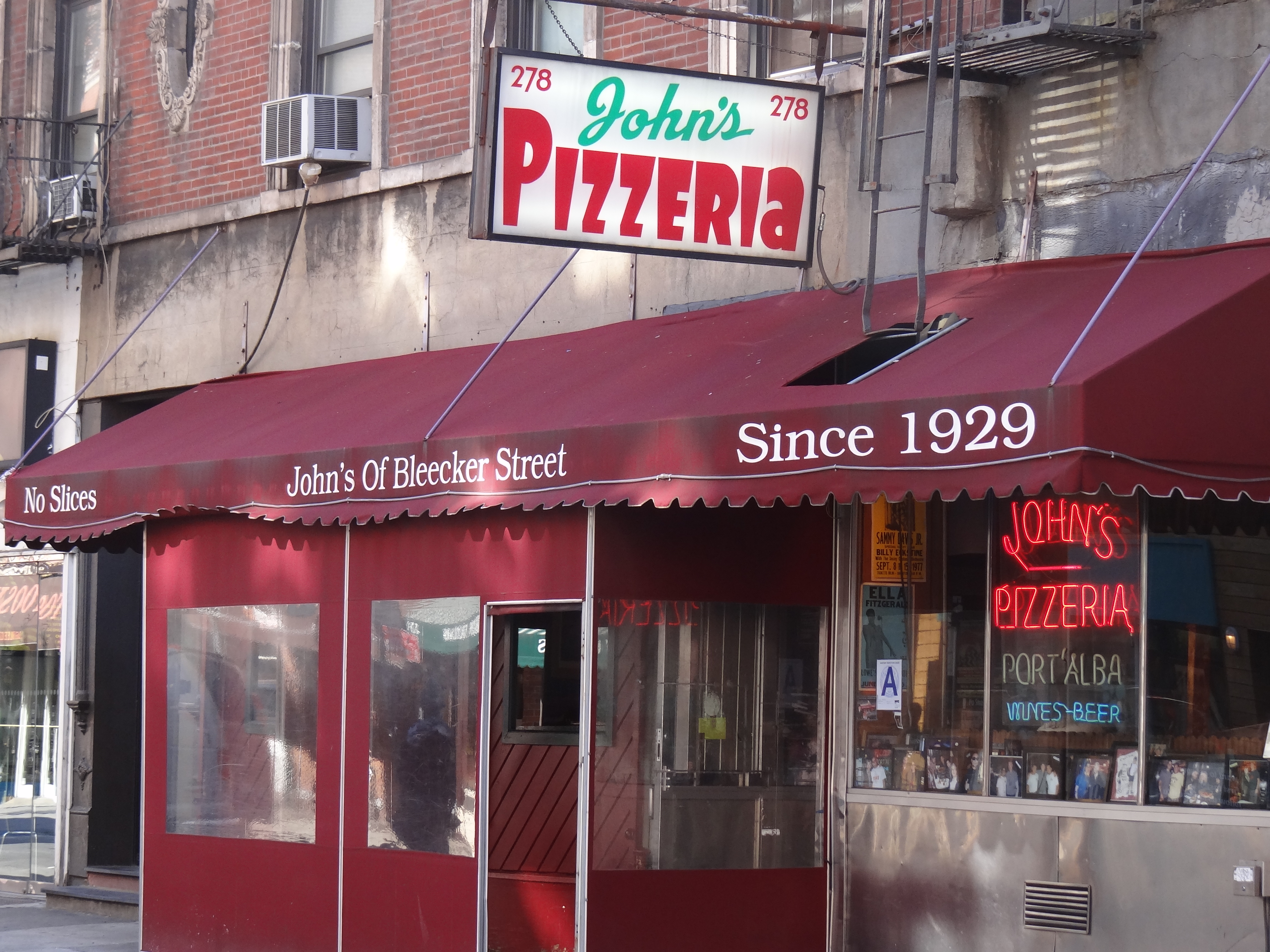
John's of Bleecker Street
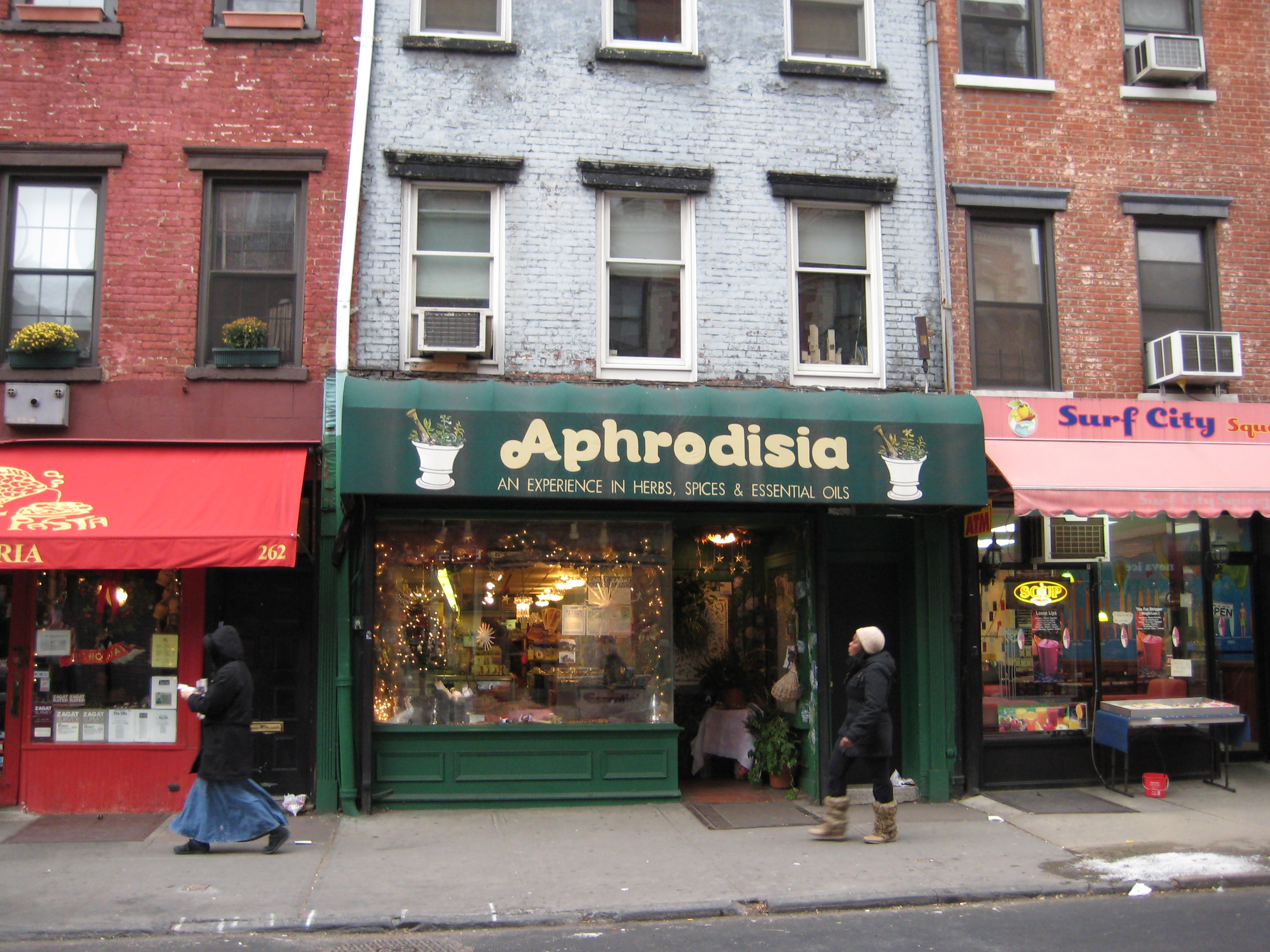
Movimentação no comércio
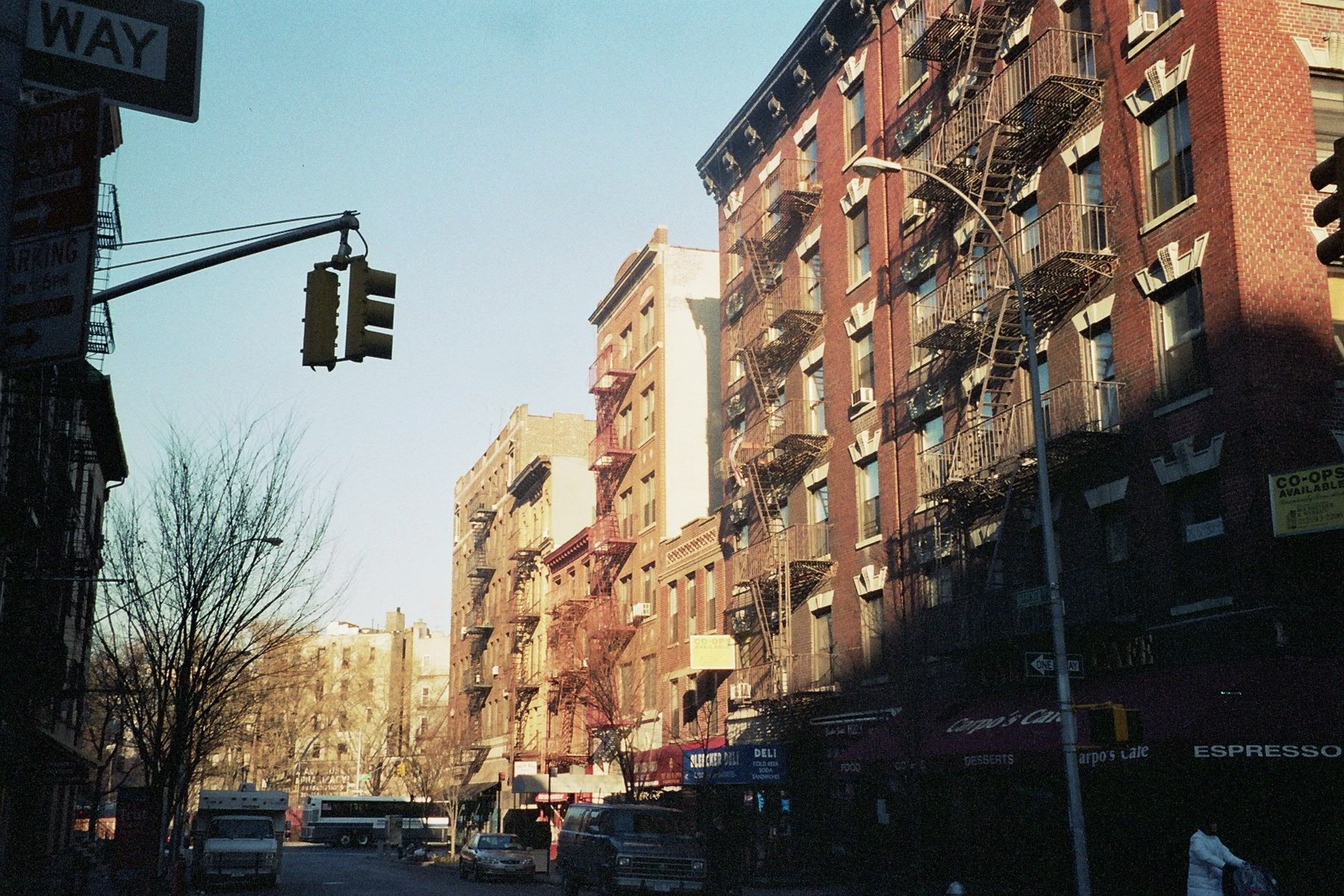
Lado norte da rua
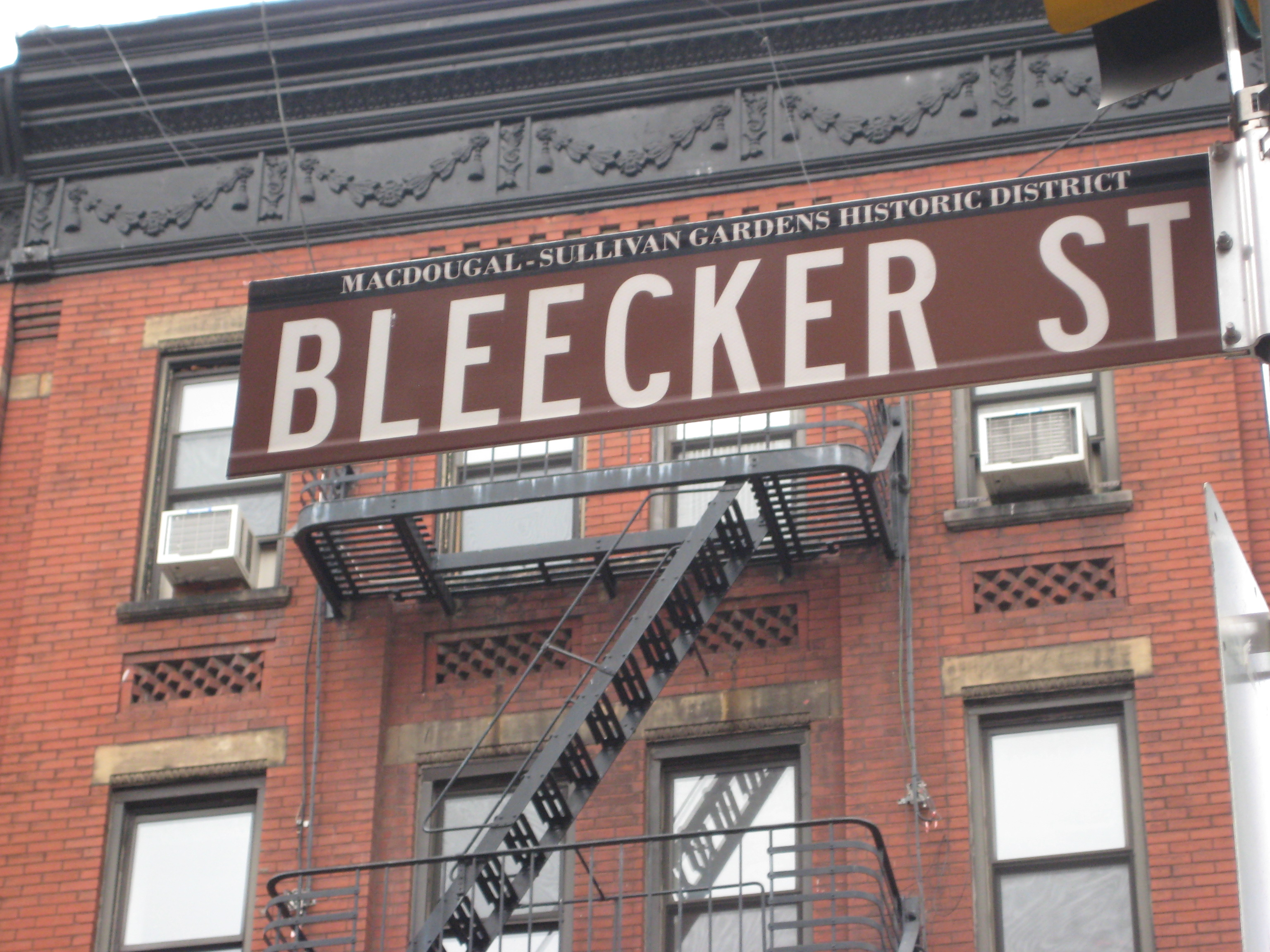
Região de Greenwich Village